# Pinaceae
Véase coníferas para una introducción a estos grupos
Las pináceas (familia Pinaceae y Orden Pinales) son coníferas que poseen canales de resina en la madera y las hojas. Sus hojas son lineales o en forma de acículas. Son especies monoicas. Los conos con complejos, dispuestos en espiral y aplanados. Las brácteas están libres de la escama, y tienen dos óvulos invertidos, y semillas con un ala larga terminal.
Es un grupo de plantas que se consideran los pulmones de las ciudades por la gran cantidad de oxígeno que producen, tienen una gran importancia económica porque se usan para construir casas, papel, fuente de resinas, barnices, encolantes, artesanía, tienen estróbilos, hojas en forma de aguja

## Descripción
Árboles (ocasionalmente arbustos), muchas veces que emiten fragancias fuertes de la corteza o las hojas, con canales de resina presentes en la madera y las hojas. Ramas verticiladas u opuestas (raramente alternadas). Hojas simples, lineales o como agujas (raramente delgadamente aovadas), dispuestas en espiral pero muchas veces semejando dísticas por torcedura de la base de la hoja llevando la mayoría de las hojas a aparecer en un plano, agrupadas o en fascículos en grupos de 2 a 5 en Pinus, sésiles o con pecíolo corto, en ramas largas o densamente agrupadas en cortas ramas, persistentes (deciduas en Larix y Pseudolarix). Monoicos. Estróbilos de microsporangios con microsporofilos dispuestos en espiral, bilateralmente simétricos, microsporangios 2 en la superficie abaxial del microsporofilo, granos de polen con 2 "sacca" (ausentes en Larix, Pseudotsuga y todas las especies de Tsuga menos 2). Conos con complejos dispuestos en espiral, aplanados y como brácteas, escamas persistentes (deciduas en Abies, Cedrus, y Pseudolarix), brácteas libres de la escama, desde más largas que la escama hasta mucho más cortas que ésta, madurando en 2 (raramente 3) años, 2 óvulos, invertidos (la micropila dirigida hacia el eje del cono), en la superficie adaxial de la escama del cono, no agrupados. Semillas con un ala terminal larga derivada del tejido de la escama del cono (ala reducida o ausente en algunas especies de Pinus), embrión derecho, cotiledones de 2 a 18.

## Ecología
Pinaceae está casi enteramente distribuido en el Hemisferio Norte. Tres o cuatro géneros crecen solo en el este de Asia, Cedrus está confinado al norte de África, Oriente Próximo, Chipre, y los Himalayas. Los restantes géneros todos en el Hemisferio Norte.
De climas templado cálidos al límite del crecimiento de los árboles en el Círculo Ártico, de suelos permanentemente saturados de agua a bien drenados, y del nivel del mar a hábitats alpinos hasta 4800 m de altura en el este del Tíbet.
Las semillas de los pinos son componentes primarios de la dieta de muchos pájaros, ardillas, ardillas listadas, y otros roedores. Miembros de la familia proveen cubierto para muchas especies salvajes y son importantes en la protección de la línea divisoria de aguas.
Especies de los 3 géneros más grandes (Abies, Picea, Pinus) son el componente primario de muchos bosques en regiones frescas y frías del Hemisferio Norte. Pinus muchas veces domina los bosques mantenidos por el fuego en climas más templados, como el sudoeste de Estados Unidos.
Si bien no superan a Cupressaceae en tamaño, la familia tiene algunos árboles muy grandes. Pseudotsuga menziesii crece hasta 80 m de altura.

## Filogenia
Numerosos caracteres (la inversión del óvulo, el ala de la semilla prominente terminal, el patrón de proembriogenia, el tipo de proteínas de los elementos del tubo del floema, y la ausencia de biflavonoides) establecen la monofilia de Pinaceae. La familia no está filogenéticamente cercana a ningún otro grupo de coníferas vivientes y probablemente es el grupo hermano del resto de las coníferas.
Datos muy congruentes estructurales e inmunológicos de las proteínas de la semilla dividen Pinaceae en dos subfamilias, Abietoideae y Pinoideae. Abietoideae incluye a Abies, Cedrus, Keteleeria, Pseudolarix y Tsuga, mientras que Pinoideae incluye a Cathaya, Larix, Picea, Pinus y Pseudotsuga. El análisis filogenético de 3 genes (matK del cloroplasto, nad5 de la mitocondria, y 4CL del núcleo) está de acuerdo con esta partición fundamental de la familia excepto en que Cedrus es hermano del resto de la familia. Pinoideae está sostenida por muchas sinapomorfías (ausencia de canales de resina en el tegumento de la semilla, ausencia de la base adelgazada, pedicilada de las escamas de los conos, y presencia de dos canales de resina en el cilindro vascular de la raíz principal cuando es joven) y contiene dos clados, Pseudotsuga y Larix, por un lado, y Cathaya, Picea y Pinus por el otro. Abietoideae en su filogenia molecular tiene dos sets de clados hermanos, Abies con Keteleeria y Pseudolarix con Tsuga.
El género monotípico Nothotsuga está muy cercanamente relacionado con Tsuga y Judd et al. (2007) consideran que es mejor tratarlo como una especie de Tsuga.

## Taxonomía
11 géneros, con unas 220 especies. Los géneros más representados son Pinus (110 especies), Abies (40 especies), Picea (40 especies), Larix (10 especies), Tsuga (10 especies), y Pseudotsuga (unas 5 especies).
La clasificación, según Christenhusz et al. 2011, que también provee una secuencia lineal de las gimnospermas hasta género:
- ORDEN F. Pinales Gorozh., Lekts. Morf. Sist. Archegon.: 88 (1904). Tipo: Pinaceae. Sinónimos: Abietales Link, Handbuch 2: 474 (1829). Tipo: Abietaceae.
  - Familia 7. Pinaceae Spreng. ex F.Rudolphi, Syst. Orb. Veg.: 35 (1830), nom. cons. Tipo: Pinus L. Sinónimos: Cedraceae Vest, Anleit. Stud. Bot.: 265, 280. 1818. Tipo: Cedrus Trew. Abietaceae Gray, Nat. Arr. Brit. Pl. 2: 222, 223. (1822), nom. cons. Tipo: Abies Mill. Piceaceae Gorozh., Lekts. Morf. Sist. Archegon.: 79. (1904). Tipo: Picea A.Dietr. 11 géneros, cerca de 225 especies, Eurasia templado a tropical, Sumatra, Filipinas, Norteamérica Sur a Nicaragua, Oeste de Indias. El árbol filogenético publicado por Liston et al. (2003) ha sido usado para crear esta secuencia.
    - 7.1. Cedrus Trew, Cedr. Lib. Hist., Apol. Mant. 1: 6 (1757), nom. cons., non Duhamel (1755, nom. rej.), non Mill. (1757, = Cedrela P.Browne, Meliaceae). Tipo: C. libani A.Rich. (≡ Pinus cedrus L.)
    - 7.2. Pinus L., Sp. Pl. 2: 1000 (1753). Tipo: P. sylvestris L. Sinónimos: Pinea Wolf, Gen. Pl.: 156 (1776). Tipo: no designado. Strobus (Sweet ex Spach) Opiz, Lotos 4: 94 (1854). Tipo: S. weymouthiana Opiz (≡ Pinus strobus L.) Caryopitys Small, Fl. S. E. U. S.: 29 (1903). Tipo: C. edulis (Engelm.) Small (≡ Pinus edulis Engelm.) Apinus Neck. ex Rydb., Bull. Torrey Bot. Club 32: 597 (1905). Tipo: Pinus cembra L. Leucopitys Nieuwl., Amer. Midl. Naturalist 3: 69 (1913), nom. illeg. (≡ Strobus (Sweet ex Spach) Opiz) Ducampopinus A.Chev., Rev. Int. Bot. Appl. Agric. Trop. 24: 30 (1944). Tipo: D. krempfii (Lecomte) A.Chev. (≡ Pinus krempfii Lecomte)
    - 7.3. Cathaya Chun & Kuang, Acta Bot. Sin. 10: 245 (1962). Tipo: C. argyrophylla Chun & Kuang
    - 7.4. Picea A.Dietr., Fl. Berlin 1(2): 794 (1824). Tipo: P. rubra A.Dietr., nom. illeg. (≡ Picea abies (L.) H.Karst., ≡ Pinus abies L.) Sinónimos: Veitchia Lindl., Gard. Chron. 1861: 265 (1861) nom. rej. non Veitchia H.Wendl., (1868, Arecaceae), nom. cons. Tipo: V. japonica Lindl. Nota: Este es ambiguamente sinónimo con Picea; la identidad de la especie tipo es desconocida.
    - 7.5. Pseudotsuga Carr., Traité Conif., ed. 2: 256 (1867). Tipo: P. douglasii (Sabine ex D.Don) Carr. (≡ Pinus douglasii Sabine ex D.Don) [nombre corrrecto P. menziesii (Mirb.) Franco]. Sinónimo: Abietia A.H.Kent, Man. Conif., ed. 2: 474 (1900), nom. illeg.
    - 7.6. Larix Mill., Gard. Dict. Abr., ed. 4: [sin número de página.] (1754). Tipo: L. decidua Mill. (≡ Pinus larix L.)
    - 7.7. Pseudolarix Gordon, Pinetum: 292 (1858), nom. cons. Tipo: P. kaempferi Gordon [nombre correcto P. amabilis (J.Nelson) Rehder] Sinónimos: Laricopsis A.H.Kent, Man. Conif., ed. 2: 403 (1900), nom. illeg., non Fontaine (1889). Tipo: L. kaempferi (Gordon) A.H.Kent (≡ Pseudolarix kaempferi Gordon). Chrysolarix H.E.Moore, Baileya 13: 133 (1965). Tipo: C. amabilis (J.Nelson) H.E.Moore (≡ Larix amabilis J.Nelson)
    - 7.8. Tsuga (Endl.) Carr., Traité Conif.: 185 (1855). Tipo: T. sieboldii Carr. (≡ Abies tsuga Siebold & Zucc.) Sinónimos: Hesperopeuce (Engelm.) Lemmon, Bienn. Rep. Calif. State Board Forest. 3: 126 (1890). Tipo: H. pattoniana (J.Jeffrey ex A.Murray) Lemmon (≡ Abies pattoniana J.Jeffrey ex A.Murray)
    - 7.9. Nothotsuga Huex C.N.Page, Notes Roy. Bot. Gard. Edinburgh 45: 390 (1989). Tipo: N. longibracteata (W.C.Cheng) C.N.Page (≡ Tsuga longibracteata W.C.Cheng)
    - 7.10. Keteleeria Carr., Rev. Hort. 37: 449 (1866). Tipo: K. fortunei (A.Murray) Carr. (≡ Picea fortunei A.Murr., como ‘fortuni’).
    - 7.11. Abies Mill., Gard. Dict. Abr., ed. 4, vol. 1: [sin número de página] (1754). Tipo: A. alba Mill. (≡ Pinus picea L.) Sinónimo: Picea D.Don ex Loud., Arbor. Frut. Brit. 4: 2329 (1838), nom. illeg., non A.Dietr. (1824).

## Importancia económica
Pinaceae es probablemente la fuente principal de madera del mundo. La madera Pinus, Pseudotsuga, Picea, Tsuga, Larix, Abies y Cedrus es usada extensivamente para construcción, pulpa para producción de papel, postes de cercos, postes de teléfono, muebles, para tapizar el interior de las casas, artefactos de madera, y otros numerosos propósitos. Cedros, pinos y Pseudotsuga, en particular, tienen reputación como madera de construcción de calidad. La madera de Picea hace mucho que es preferida para la parte sonora de los instrumentos de cuerda, como violines. Pinos, Picea, Tsuga, cedros, Pseudotsuga y Abies son muy usados como ornamentales, y cientos de cultivares se han desarrollado en muchas especies de estos géneros. Las "nueces" de los pinos (las semillas más o menos aladas de los piñones del sudoeste de Norteamérica) fueron importantes en la dieta de los norteamericanos nativos. Estas semillas, y aquellas de algunos grupos de pinos del Viejo Mundo, son ahora comida de gourmet. Se extrae colofonia ("rosin") y aguarrás de varias especies de pinos.